# Ольха твёрдая
Ольха твёрдая (лат. Alnus firma) — вид цветковых растений рода Ольха (Alnus) семейства Берёзовые (Betulaceae).
В природе ареал вида охватывает Японию — остров Кюсю.

## Ботаническое описание
Дерево или кустарник высотой до 3 м с гибкими ветвями. Побеги сероватые или желтовато-коричневые, опушённые.
Почки сидячие. Листья яйцевидно-продолговатые или яйцевидно-ланцетные,длиной 5—12 см, шириной 2,5—5 см, на вершине заострённые, с обычно закруглённым, часто неравно-боким основанием, остро- и неравно, иногда двояко-зубчатые, на опушённых черешках длиной 0,4—1,3 см.
Тычиночные серёжки одиночные или парные, длиной 5—7 см, распускаются в марте — апреле.
Шишки одиночные или парные, длиной 2 см, на опушённых ножках длиной 2—5 см.

## Таксономия
Вид Ольха твёрдая входит в род Ольха (Alnus) подсемейства Берёзовые (Betuloideae) семейства Берёзовые (Betulaceae) порядка Букоцветные (Fagales).
|  |                                      |  |                                                             |                                                             |                     |  | ещё 7 семейств (согласно Системе APG II) | ещё 7 семейств (согласно Системе APG II)                   |                                                            |  |  |  | ещё 1—2 рода       | ещё 1—2 рода      |  |  |
|  |                                      |  |                                                             |                                                             |                     |  | ещё 7 семейств (согласно Системе APG II) | ещё 7 семейств (согласно Системе APG II)                   |                                                            |  |  |  | ещё 1—2 рода       | ещё 1—2 рода      |  |  |
|  |                                      |  |                                                             | порядок Букоцветные                                         |                     |  |                                          |                                                            | подсемейство Берёзовые                                     |  |  |  |                    | вид Ольха твёрдая |  |  |
|  |                                      |  |                                                             | порядок Букоцветные                                         |                     |  |                                          |                                                            | подсемейство Берёзовые                                     |  |  |  |                    | вид Ольха твёрдая |  |  |
|  | отдел Цветковые, или Покрытосеменные |  |                                                             |                                                             | семейство Берёзовые |  |                                          |                                                            | род Ольха                                                  |  |  |  |                    |                   |  |  |
|  | отдел Цветковые, или Покрытосеменные |  |                                                             |                                                             |                     |  |                                          |                                                            |                                                            |  |  |  |                    |                   |  |  |
|  |                                      |  | ещё 44 порядка цветковых растений (согласно Системе APG II) | ещё 44 порядка цветковых растений (согласно Системе APG II) |                     |  |                                          | ещё одно подсемейство, Лещиновые (согласно Системе APG II) | ещё одно подсемейство, Лещиновые (согласно Системе APG II) |  |  |  | ещё около 45 видов |                   |  |  |
|  |                                      |  |                                                             | ещё 44 порядка цветковых растений (согласно Системе APG II) |                     |  |                                          |                                                            | ещё одно подсемейство, Лещиновые (согласно Системе APG II) |  |  |  |                    |                   |  |  |